# Frank W. Jordan
Frank Wilfred Jordan (* 6. Oktober 1881 in Canterbury, Kent, England; † 12. Januar 1941) war ein englischer Physiker, der 1918 gemeinsam mit William Henry Eccles die Flipflop-Schaltung entwickelte. Diese wurde in vielerlei Ausführung ein Grundbaustein der Computertechnik, zum Beispiel in Speichern, Taktgebern, Diskriminatoren und vielem anderen mehr.

## Leben und Werk
Frank Wilfred Jordan wurde als Sohn von Edward James Jordan und Eliza Edith Jordan, geb. King geboren. Die Sekundarschulbildung erhielt Jordan an der Simon Grammar Shool for Boys in Canterbury, Kent, England. Von 1899 bis 1904 studierte er am Royal College of Science, wo er mit Associateship in Physics and Master of Science Degree graduierte. 1912 war er wahrscheinlich „Lecturer in Physics“ am Royal College of Science. 1918 war er Electrician (wohl Elektrotechnik-Assistent) am „City and Guilds Technical College“. Während er als Soldat in Newhaven stationiert war, heiratete er am 7. Dezember 1916 Fanny Bentley Wood in Canterbury. Er starb am 12. Januar 1941 im Alter von 59 Jahren in Coltham in England.
Es ist nur wenig über ihn bekannt. Die Flipflop-Schaltung wurde wohl die wichtigste Schaltung für die Computertechnik in all ihren unzähligen verschiedenen Anwendungen.